# Anomala immatura
Anomala immatura är en skalbaggsart som beskrevs av Karl Henrik Boheman 1860. Anomala immatura ingår i släktet Anomala och familjen Rutelidae. Inga underarter finns listade i Catalogue of Life.